# 보디 알락 칸
보디 알락 카안(몽골어: ᠪᠣᠳ‍ᠢ
ᠠᠯ‍ᠠᠭ
ᠬᠠᠭᠠᠨ Bodi Alaγ Qa'an, Боди Алаг хаан, 博迪阿剌克汗, 1504년 ~ 1547년)은 몽골 북원의 카안(재위:1519년 ~ 1547년)이자, 차하르부의 초대 칸(재위:1544년 ~ 1547년)이었다. 이름은 보르지긴 보디(몽골어: ᠪᠣᠷᠵᠢᠭᠢᠨ
ᠪᠣᠳ‍ᠢ Borǰigin Bodi, Боди, 한국 한자: 孛兒只斤 博迪)였다. 1544년 차하르부를 설치했다. 한자어로는 박적(博迪, 보디) 혹은 복적(卜赤, 부치)라고도 번역된다. 부지(不地), 발제(缽帝), 복적(蔔赤), 보지(保只), 발지(孛只) 등으로도 불린다. 다얀 카안의 손자로, 다얀 카안 생전에 후계자로 지명받았다.
1517년 조부 다얀 칸이 죽자, 그의 나이 어리다는 이유로 삼촌 바르수 볼라드 지농 칸이 대신 대칸이 되었으나, 그는 반발하여 1519년 다른 숙부 아르수 볼라드의 도움으로 정변, 대칸 위에 올랐다. 1520년부터 1544년까지 진행된 우리양카다이부의 반란으로 대칸의 권위는 약화되었다. 1544년 차하르부를 설치했고, 이후 그는 명목상 몽골 제국의 대칸이었지만, 이후 대칸의 실제 영향력은 직할령인 차하르부에 국한되었다. 명나라에는 소왕자(小王子)로 알려졌으며, 조선에는 그가 천순제의 손자로 알려졌다.

## 생애

### 출생과 가계
그는 바투몽케 다얀 카안의 차남 토르 볼라드(圖魯博羅特)의 장남으로 다얀 카안에 의해 후계자로 선정되었다. 1508년 삼촌인 울루스 볼라드 진왕(晋王)이 우익의 이브라힘 타이시에 의해 살해되자, 바투몽케 다얀 카안은 좌익군을 이끌고 그 보복을 하고, 우익 세 투멘을 다 이겼다. 울루스 볼라드는 자녀가 없었다. 다얀 카안은 공을 세운 무사들에게 시사(賞賜)했는데, 이때 차남인 토르의 아들 보디 알라크에게 "우리 제위를 지킬 만한다"고 말하고, 보디 알라크는 왕위 계승을 약속받았다. 다른 설에 의하면 토르 볼라드가 다얀 카안의 장남이고, 울루스 볼라드가 다얀 카안의 차남 혹은 다른 아들이라 한다.
그의 출신에 대해서는 이견이 있는데 《황사 (黃史)》와《몽골원류 (蒙古源流)》에 의하면 보디 알락은 다얀 칸의 장남 토르 볼라드의 아들이며, 다얀 칸의 차남 울루스 볼라드가 이브라힘 타이시에게 살해됐으며 자녀가 없다 한다. 명나라 말기의 서적 《북로세대 (北虜世代)》와 《북로세계 (北虜世系)》등에는 다얀 칸의 장남 치르파흐(토르 볼라드로 추정)에게 아들이 2명이 있어 장남 부체크(不地), 차남 야메(乜明)가 있고, 다른 아들은 울루스 타이지(五路士台吉, 兀魯思孛羅)인데 자녀가 없다 한다. 청나라의 문헌 《왕공표전 (王公表傳)》, 《부락요락 (藩部要略)》 등에 의하면 차하르부의 초대 수령은 칭기즈 칸의 제16세손 토르 볼라드(圖魯孛羅特)의 아들이라 기록되었다. 《황금사강 (黃金史綱)》에 의하면 다얀 칸의 차남 울루스 볼라드의 아들이고, 장남 토르 볼라드가 아들이 없었다는 설이 있다.

### 대칸위 계승
그러나 1523년 아버지 토르 볼라드가 죽고, 1524년 다얀 카안 사후에 다얀의 장남 울루스 볼라드, 차남이자 보디의 아버지 토르 볼라드가 먼저 사망했으므로, 다얀 카안의 셋째 아들인 바르수볼라드 지농 카안은 보디 알릭 카안이 어리므로 스스로 카안임을 선포하였다.
바르수볼라드 지농 카안은 보디가 대 몽골 제국을 유지하기에는 너무 어리고, 경험이 부족하다고 주장하면서 스스로를 위대한 칸이라고 선언했다. 그러나 다얀 카안의 다른 아들들이 반발했고, 바르수볼라드 지농 칸의 쌍둥이 동생인 아르스볼라드가 특히 반발했다. 일설에는 보디 알락 대신 카안이 된 이가 바르수볼라드가 아니라 아르스볼라드라는 설도 있다.
토구스테무르 우스칼 칸 사후의 혼란을 다얀 칸이 마침내 수습하고 성취한 통일과 번영이 상실될 것을 걱정하고, 경험 많은 지도자가 필요하다고 두려워했던 일부 몽골 부족장들은 바루스볼라드를 지지했다. 보디 알락은 5개의 할하 부족의 지도자 아르수볼로드와 동맹을 맺어 바르스볼로드 칸에 반대했다. 비록 보디 알락 카안이 카안의 지위를 공식적으로 포기한 적이 없지만 다얀 카안의 사남 아르스볼라드가 그와 합세하여 바르수볼라드 지농 카안에 도전할 수 있을 정도로 강력하게 되었다.
그는 몽골 좌익 3만호를 다스렸고, 차하르, 할하부, 우리양카이 3위가 그의 영역이었다. 그러나 그의 실권은 차하르에 국한되었다.

### 대칸의 권위 약화와 몽골 분열
1524년 보디 알락은 좌익군 3개 부대를 이끌고 바르스볼라트 지농 칸을 압박, 퇴위를 강요했다. 3년간의 갈등 끝에 바르스볼라드 지농 카안은 지위를 포기하고 보디 알락 카안은 몽골의 카안이 되었다. 그는 나이만 차간 게르(칭기스칸 묘)를 참배하고 스스로 대칸임을 선언했다. 숙부 바르수볼라트를 달래기 위해 보디는 바르수볼라트의 세 아들에게 칸의 직책을 주었다.
1520년에서 1544년 우리양카이에서 봉기, 보디 알락은 서부 몽골 부족의 지원으로 겨우 진압하였다. 1521년 명나라 가정제 즉위 직후, 보디는 명나라-몽골 국경 다퉁 수호 병력이 일으키는 반란을 지원했다. 반란은 곧 진압되었다.
1536년부터 1541년까지 투메드부의 지도자인 사촌 알탄 칸과 툴루이 노얀(칭기즈칸의 아들 툴루이와는 동명 이인이다.) 등의 도움을 얻어 우리양카다이의 반란을 진 압하고 지도자 헤르볼라드 칭상을 체포했다. 그 결과 우리양카이부는 분열되었고, 동시에 우리양카이를 진압하지 못한 대칸의 권위는 떨어져, 몽골의 부족들은 각자 분열되어 점차 약해졌다.
몽골 부족을 진정시키고 정복하려는 다얀 칸의 통합노력 덕분에 보디 알라그 칸의 통치기간은 대체로 몽골의 평화와 안정 기간이었다. 그러나 그에게는 실권이 없고 몽골 좌익 3부락에 대한 명목상의 권한만 있었다. 그 후, 보디 알락 칸은 하르친부의 울란바토르 모로차이와 협의하여 우익 세 투멘을 해체, 병합하려고 계획, 우익 세 투멘을 향해 출진하려 했다. 그런데 그의 어머니이다 차르잔 랑랑 태후가 할아버지 다얀 칸이 마련한 것을 왜 없애려 하느냐고 질타하자 보디 알락 칸은 우익 침공을 취소했다.
이후 그는 투메드부의 알탄 칸과 명나라에 통공교류를 청했고, 명나라가 응하지 않자 그들은 계속해서 명나라의 국경을 침공했다. 1542년 투메드부의 알탄 칸이 명나라의 변방을 정복, 승리하고 돌아와 투투 세첸 칸의 칭호를 수여하고 보디 알라그 칸의 다음 서열로 인정되었다. 그리고 투메드 알탄 칸에게 내몽골 고원 서쪽 절반인 3만 명의 몽골군 우익 부대를 맡겼다. 이는 알탄의 권위를 높였고, 알탄 칸은 그 권위를 이용 그의 후계자들에게 도전하게 되었다.
1544년 직할령인 차하르부(ᠴᠠᠬᠠᠷ, Цахар, 察哈尔部)를 설치하고 초대 칸이 되었다. 아들 코코추타이에게는 수니드부를 주었고, 옹곤도라이에게는 우주무치부를 신설하여 수령으로 임명했다. 우주무치부는 훗날 옹곤도라이의 아들 다르제가 1636년 청나라에 투항하여 우주무치우익기가 되고 자사그투 친왕작을 받는다. 1547년 보디 알락 카안이 죽자 그의 장남 다라이손 구덴 칸에 의해 계승되었다. 정확한 사망 일자와 사망 장소는 미상이다.

### 사후
그의 사후 몽골의 부족장들은 투메드부의 알탄 칸을 시작으로, 스스로 칸을 자처하였다. 이후의 카안(대칸, 카간)은 명목상 몽골의 대칸이었으나, 다른 투멘에 통치권을 행사하기 어려워졌고, 대칸의 실제 영향력은 직할 영지인 차하르부에 국한되었다. 몽골어 존호인 알락 칸은 몽골어로 검사하다, 확인하다는 뜻이다.
아들 다라이손 구덴 칸은 투메드부의 알탄 칸의 위협을 받아 1547년 차하르부 부락과, 할하부 일부 부락을 이끌고 다싱안링산맥을 넘어 랴오둥에 정착했다. 이들은 차하르부를 형성하였다. 
아들 거거추 콩타이지는 수니드부를 차지했고, 다른 아들 옹구드차르는 우주무치부(ᠦᠵᠦᠮᠦᠴᠢᠨ, Үзэмчин)를 차지했다.

## 기타
명나라에는 그와 그의 조부 다얀 카안을 혼동하여 소왕자로 계속 알려졌다.
조선에는 그가 명나라의 천순제가 토목의 변으로 몽골에 끌려간 것을 보고, 그가 천순제의 손자라는 설이 유포되었다.
보디 알라그 카안의 둘째 아들인 코코추데이 메르겐 노얀의 아들 부얀 노얀의 아들인 수센(Сүүсэн)의 11대손이 20세기 초 내몽골 독립운동가 데므치그돈로브이다. 수센은 1642년 청 태종으로부터 수니드 자사그투 두릉 군왕(苏尼特扎萨克杜棱郡王)에 봉해지고, 수니드부 우익 기를 맡았으며 청나라 멸망때까지 작위를 이어갔다.

## 가족 관계
- 아들 다라이손
- 아들 코코추타이 타이지, 스니도부(Сөнөд)를 분봉받음. 데므치그돈로브의 11대조. 코코추타이 타이지의 증손 텡치시(腾机思)는 1641년 수니드좌익자사그투군왕(苏尼特左翼扎萨克郡王), 다른 증손 수사이(叟塞)는 1641년 청나라로부터 수니드우익자사그투두릉군왕(苏尼特右翼扎萨克杜棱郡王)에 봉해졌다.
- 아들 옹구츠타이, 우주무치부를 분봉받음. 아들 다리차이는 청나라에 투항, 1641년 우주무치 우익기 자사그투화석세첸친왕(烏珠穆沁右翼旗扎薩克和碩車臣親王)직에 봉해져 세습했다.
- 아들 움트
- 아들 쿤트

## 참고 자료
- Нацагдордж Ш. Халхын туух (История Халхи). Улан-Батор, 1963
- Ариунгуа H. XIV—XVI зууны Монгол-Хятадын харилцаа. УБ., 1996.

| 전임 바르수볼라드 지농 칸 | 제36대 몽골 제국 카안 1519년 - 1547년 | 후임 다라이손 구덴 칸 |

| 전임 바르스볼드 조논 칸 | 제21대 북원 황제 1519년 - 1547년 | 후임 다라이손 구덴 칸 |

| 전임 (신설) | 제1대 차하르부 칸 1544년 - 1547년 | 후임 다라이손 구덴 칸 |

1. ↑  조선왕조실록 중종실록 97권, 중종 37년 1월 15일 병신 2번째기사 1542년 명 가정(嘉靖) 21년, "승문원 제조 윤은보 등이 문견 사건에 부표하여 입계하다"